# عدي عبد الستار
عدي عبد الستار (8 تموز/يوليو 1960 - ) هو ممثل عراقي له العديد من الأعمال المسرحية والدرامية والكوميدية ومن أبرز هذه الأعمال هي : زرق ورق - سايق الستوتة- دار دور - حب وحرب - حامض حلو (مسلسل عراقي) - التيتي جابي القطار.

## الأعمال

### مسلسلات
- هستيريا[1] (1996)
- ذئاب الليل ج2[2] (1996) (ضيف شرف)
- حب وحرب (ج1 وج2)[3][4](2003 و2004) (احمد)
- شوف عالمكشوف[5] (2005)
- ميليشيا الحب[6] (2006)
- أبو حقي[7] (2008)
- دار دور[8] (2009) (علو)
- مسلسل تركي[9] (2009)
- سامبا[10] (2011)
- جسوم أبو السوم[11] (2012)
- التيتي جابي القطار[12] (2013)
- غرامي شرطي وحرامي[13] (2018)
- حامض حلو[14] (2019)

### سيت كوم
- زرق ورق[15] (2014)
- زرق ورق ثري[16] (2017)
- زرق ورق فور[17] (2018)

### فوازير
- زنود الست[18] (2009)